# إيفانكا ترامب
ماري إيفانكا ترمب (بالإنجليزية: Ivanka Trump) (ولدت 30 أكتوبر 1981 م)، سيدة أعمال أمريكية، وعارضة أزياء سابقة، وهي ابنة الرئيس الخامس والأربعين للولايات المتحدة دونالد ترمب من زوجته عارضة الأزياء السابقة ايفانا، وهي نائبة الرئيس التنفيذي في منظمة ترمب، حيث يتركّز عملها في إدارة العقارات والفنادق التابعة للشركة.

## التعليم
إيفانكا ترمب من مواليد 30 أكتوبر 1981 في مدينة نيويورك. دخلت مدرسة شوت روزماري هول في ينغفورد - كونيتيكت، وكذلك مدرسة شابين في مدينة نيويورك. درست مدة عامين في جامعة جورجتاون، ثم انتقلت  لكلية وارتون في جامعة بنسلفانيا -مدرسة والدها- بعد حصولها على بكالوريوس علوم الاقتصاد في عام 2004.

## عرض الأزياء
ظهرت في أول عرض أزياء وهي تبلغ من العمر 17 سنة وذلك في عام 1997، ومنذ ذلك الحين شقت طريقها نحو أزياء فيرساتشي، مارك بور وتييري موغلر. ظهرت في عدة حملات إعلانية لتومي هيلفيغر وساسون جينز، وأيضا على غلاف مجلة ستاف في أغسطس 2006، لتعاود الظهور مجددا في سبتمبر 2007، وقد ظهرت بعدها على غلاف مجلة فوربس، مجلة الغولف، مجلة السبيل، مجلة إيل. وفي أكتوبر 2007 إحتلت المرتبة 83 على مجلة هاربر بازار في عام 2007 «مكسيم» الساخن 100، والمرتبة 99 الأعلى للمرأة لعام 2007، ومن ثم المركز 84 في طبعة عام 2008 لـ AskMen.com.

## حياتها العملية
عملت لمؤسسة فورست سيتي وذلك قبل العمل مع والدها، انضمت إيفانكا إلى الشركة الماسيّة الدينامية، وكانت تعمل لشركة ألماس تجارية لتصميم وإدخال خط للمجوهرات بالعلامة التجارية الرائدة الأولى لمتجر يحمل اسمها في شارع ماديسون.

## الظهور التلفزيوني
- في عام 1997 حازت على لقب ملكة جمال مراهقات أمريكا المملوكة جزئيا لوالدها.
- في عام 2003 ظهرت في بورن ريتش، وهو وثائقي تروي فيه تجربتها كطفلة ضمن واحدة من الأسر الأكثر ثراءً في العالم.
- في أبريل 2006 خلال ظهورها في برنامج عرض الليلة مع جاي لينو، ترمب قالت إنها وصديقها السابق بنغو جوبلمن قد انفصلوا، ومع ذلك فإنهما يظلان صديقين حميمين. لينو علق أنه يمكن سماع نفوذ والدها هنا. ديفيد ليترمان قام أيضا بتعليق مماثل، عندما ظهرت على العرض المتأخر مع ديفيد ليترمان في 24 أبريل، 2007.
- ترمب كانت ضيفا مميزا على البروجيكت رن واي في الموسم 3.
- كما أنها كانت في ميلوكي ويسكونسن، في نيسان 2007 ودعت إلى خلق الثروات في القمة التي تحدثت نحو 30 دقيقة عن كيفية صنع المال وعن أحدث مشاريع لها.
- عرض عليها لتظهر في ذا باشيرولت ولكنها رفضت.[14]

### تلفزيون الواقع
- في 2006 حلّت ترمب مؤقتا مكان لجنة من لجان التحكيم كارولين كيبتشر على مدار خمس حلقات في برنامج أبيها تلفزيون الواقع، ظهرت أولا مع لجنة التحكيم وأبدت رأيها في أداء المتسابقين،[15] ومن ثم وعلى غرار كارولين قامت ترمب بتفقد أماكن اختبارات المتسابقين والتحدث معهم.
- تتعاون ترمب مع فائز الموسم الخامس شون يزبك على اختيار الفائز في برنامج تلفزيون الواقع.[16][17]
- حلت ترمب محل كارولين كابشر في الموسم الخامس من البرنامج.

## حياتها الشخصية

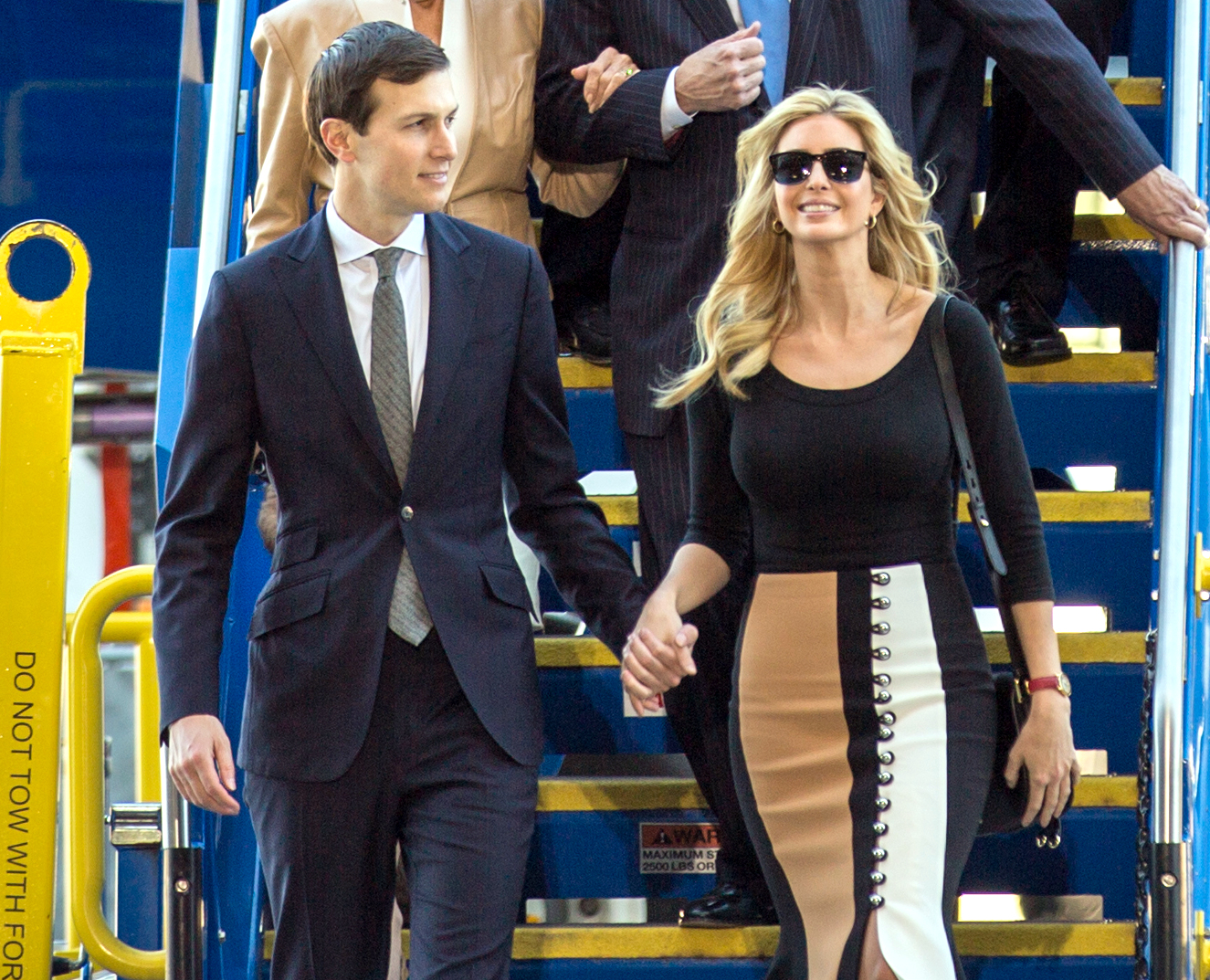
كوشنر وترمب في حدث في نورث تشارلستون، ساوث كارولينا، في فبراير 2017

تزوجت السيدة ترمب بجاريد كوشنر في 15 يوليو 2009 مالك صحيفة نيويورك واتش. أعلنت ترمب في نفس الشهر اعتناقها اليهودية. تربت إيفانكا على مسيحية مشيخية، وتحولت إلى اليهودية الأرثوذكسية في يوليو 2009،  بعد دراستها مع «إيلي وينستوك» من مدرسة Ramaz الأرثوذكسية الحديثة. واتخذت الاسم العبري «يائيل». وصفت اعتناقها بأنها «رحلة مذهلة وجميلة» أيدها والدها «منذ اليوم الأول»، مضيفة أنه «لديه احترام كبير» للدين اليهودي. وتقول أنها تحافظ على النظام الغذائي المتناسب مع الشريعة اليهودية وتهتم بالشبات اليهودي، وقالت في عام 2015: «نحن ملتزمون جدا. لقد كان قرار رائع بالنسبة لي أجد أنه مع اليهودية، يتم خلق مخطط رائع للتواصل العائلي. من الجمعة إلى السبت، لا نفعل شيئًا سوى التسكع مع بعضنا البعض. ولا نجري مكالمات هاتفية». عندما كانت ترمب تعيش في مدينة نيويورك، كانت ترسل ابنتها إلى الحضانة في مدرسة يهودية.

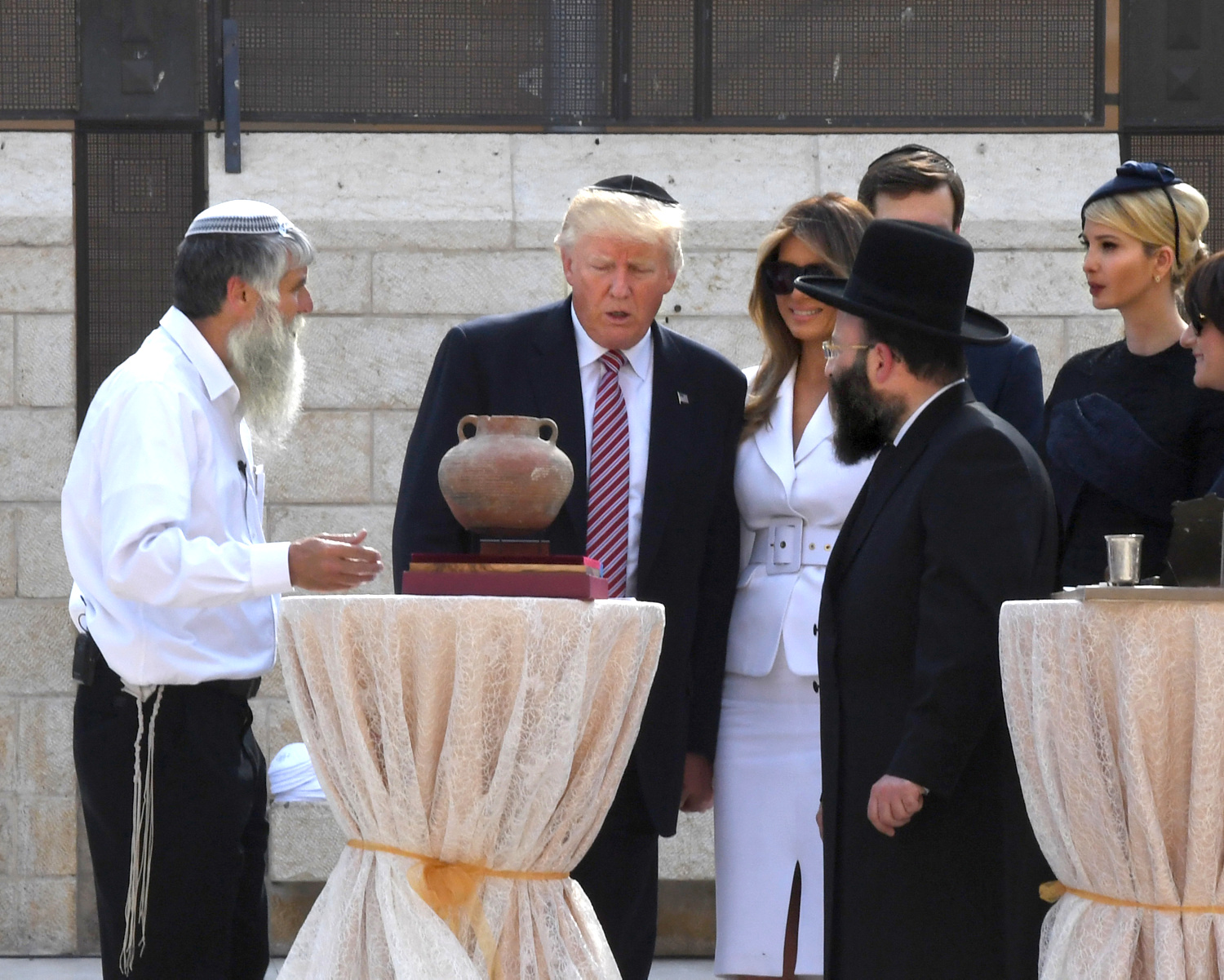
إيفانكا (أقصى اليمين) مع زوجها ووالدها في حائط البراق في القدس في مايو 2017

في 22 مايو 2017 سافرت ترمب وكوشنر أيضًا مع والدها في أول زيارة رسمية لإسرائيل من قبل إدارة ترمب، وقام والدها بأول زيارة يقوم بها رئيس أمريكي إلى الحائط الغربي (أثناء كونه في منصبه). وزارت إيفانكا أيضًا نصب ياد فاشيم التذكاري للهولوكوست في القدس الغربية وكنيسة القيامة في حارة النصارى المسيحي بالبلدة القديمة في القدس خلال الرحلة. تم الحديث عن علاقتها باعتراف الولايات المتحدة بالقدس عاصمة لإسرائيل.

## وصلات خارجية
- الموقع الرسمي
- إيفانكا ترامب على موقع IMDb (الإنجليزية)
- إيفانكا ترامب على موقع الموسوعة البريطانية (الإنجليزية)
- إيفانكا ترامب على موقع إن إن دي بي (الإنجليزية)
- إيفانكا ترامب على موقع قاعدة بيانات الفيلم (الإنجليزية)
- إيفانكا ترامب على موقع دليل عارضات الأزياء (الإنجليزية)